# Marions-nous !
Ne pas confondre avec le film français de 1931 Marions-nous
Pour plus de détails, voir Fiche technique et Distribution.
Marions-nous ! (Jenny's Wedding) est un film américain de 2015 écrit et réalisé par Mary Agnes Donoghue,.

## Synopsis
Eddie et Rose ont toujours rêvé du jour où leurs filles se marieront. Quand leur fille Anne convole en justes noces, tout le monde se tourne vers la sœur cadette Jenny et sont heureux d'apprendre qu'elle est fiancée. Mais la surprise sera totale lorsqu'ils découvriront qu'elle est en couple avec une fille.

## Fiche technique
- Titre original : Jenny's Wedding
- Titre français : Marions-nous!
- Réalisation : Mary Agnes Donoghue
- Scénario : Mary Agnes Donoghue
- Producteur : Mary Agnes Donoghue, Gail Levin, Michelle Manning
- Production : MM Productions, Merced Media Partners, PalmStar Media
- Musique : Brian Byrne
- Pays d'origine :  États-Unis
- Langue d'origine : anglais américain
- Lieux de tournage : Cleveland, Ohio, États-Unis
- Genre : Comédie dramatique, romance saphique
- Durée : 94 minutes (1 h 34)
- Dates de sortie :
  - États-Unis :
    - 10 juillet 2015 à l'Outfest Film Festival
    - 31 juillet 2015

  - Israël : 20 août 2015
  - Hongrie : 1er décembre 2015 (DVD première)
  - Allemagne : 11 mars 2016
  - Brésil : 9 juin 2016
  - Suède : 5 août 2016 (première télévisée)
  - France : 11 novembre 2016 (sortie vidéo)

## Distribution
- Katherine Heigl : Jenny
- Tom Wilkinson : Eddie
- Linda Emond : Rose
- Grace Gummer : Anne
- Alexis Bledel : Kitty, la fiancée de Jenny
- Sam McMurray : Denny
- Cathleen O'Malley : Lorraine
- Houston Rhines : Frankie
- Diana Hardcastle : Ellen